# Кріс Рено
Кріс Рено (англ. Chris Renaud, грудень 1966, Балтимор) — американський режисер, аніматор, актор, продюсер і сценарист.

## Біографія
Кріс Рено народився у грудні 1966 року Балтиморі, штат Меріленд, США. У п'ятнадцятирічному віці майбутній режисер перебрався до Бетлегем, штат Пенсільванія, через роботу батька на компанію «Bethlehem Steel». У шкільні роки Кріс був художником у шкільній газеті, а також створював власні комікси. Рено відвідував Старшу школу Паркленда в Аллентауні, штат Пенсільванія (став випускником цього закладу в 1985 році), а також Школу мистецтв Баума в тому ж Аллентауні. Пізніше майбутній режисер навчався в Сіракузькому університеті, штат Нью-Йорк (закінчив у 1989 році). Після цього Кріс працював графічним дизайнером у спортивній розважальної індустрії.

## Кінематографія
Дебют Рено в кінематографі відбувся у 2005 році з посади художника сторіборду в мультфільмі Кріса Веджа та Карлоса Салдани «Роботи». Через рік Кріс попрацював над створенням короткометражки своєї режисури «Не час для горіхів», яка номінувалася на «Оскар».
У проміжку часу між 2010 і 2013 роками Рено як режисер й актор узяв участь у створенні таких картин, як «Нікчемний Я» (2010), «Лоракс» (2012), «Нікчемний Я 2» (2013, номінація на «Оскар»).
Протягом 2016 року він озвучив персонажів у стрічках «Співай» і «Секрети домашніх тварин», а також зрежисував останню. 

## Особисте життя
Кріс Рено одружений із Лорен Рено. У пари є двоє дітей: Джон і Кілі